# Арба-Мінч
Арба-Мінч (амх. አርባ ምንጭ, «сорок джерел») — місто в Ефіопії, адміністративний центр зони Гамо-Гофа в Регіональна держава Південна Ефіопія.

## Географія
Арба-Мінч розташований на південному заході країни поблизу озера Абая.

### Клімат
Місто знаходиться у зоні, котра характеризується морським кліматом. Найтепліший місяць — березень із середньою температурою 27.4 °C (81.3 °F). Найхолодніший місяць — липень, із середньою температурою 23.9 °С (75.1 °F).
| Клімат Арба-Минча       | Клімат Арба-Минча | Клімат Арба-Минча | Клімат Арба-Минча | Клімат Арба-Минча | Клімат Арба-Минча | Клімат Арба-Минча | Клімат Арба-Минча | Клімат Арба-Минча | Клімат Арба-Минча | Клімат Арба-Минча | Клімат Арба-Минча | Клімат Арба-Минча | Клімат Арба-Минча |
| Показник                | Січ.              | Лют.              | Бер.              | Квіт.             | Трав.             | Черв.             | Лип.              | Серп.             | Вер.              | Жовт.             | Лист.             | Груд.             | Рік               |
| Середній максимум, °C   | 29,9              | 31,2              | 31,6              | 29,4              | 27,8              | 26,9              | 26,6              | 27,2              | 28,3              | 28,2              | 28,7              | 29,1              | 28,7              |
| Середня температура, °C | 25,6              | 26,6              | 27,4              | 26,1              | 25,2              | 24,6              | 23,9              | 24,2              | 25                | 24,9              | 25                | 24,6              | 25,2              |
| Середній мінімум, °C    | 21,4              | 22,1              | 23,2              | 22,7              | 22,7              | 22,3              | 21,3              | 21,2              | 21,7              | 21,7              | 21,3              | 20,1              | 21,8              |
| Норма опадів, мм        | 30.5              | 50.8              | 78.7              | 137.2             | 170.2             | 226.1             | 215.9             | 218.4             | 175.3             | 88.9              | 58.4              | 35.6              | 1485.9            |
| Вологість повітря, %    | 34.2              | 32.8              | 33.6              | 48.8              | 55                | 54.7              | 48.2              | 47.9              | 50.2              | 52.6              | 47.4              | 39.9              | 45.4              |
| ----------------------- | ----------------- | ----------------- | ----------------- | ----------------- | ----------------- | ----------------- | ----------------- | ----------------- | ----------------- | ----------------- | ----------------- | ----------------- | ----------------- |
| Джерело: Weatherbase    |                   |                   |                   |                   |                   |                   |                   |                   |                   |                   |                   |                   |                   |